# Gambrostola imposita
Gambrostola imposita är en fjärilsart som beskrevs av Edward Meyrick 1926. Gambrostola imposita ingår i släktet Gambrostola och familjen stävmalar. Inga underarter finns listade i Catalogue of Life.